# Stanozolol
Stanozolol ist ein synthetisches anaboles Steroid, das sich vom Testosteron ableitet.

## Einsatzgebiet und Wirkungsweise
Stanozolol wird hauptsächlich in der Veterinärmedizin, vor allem bei Haushunden, Hauskatzen und Pferden zur Stimulierung von Appetit, Gewichtszunahme und Muskelaufbau eingesetzt (anabole Wirkung). Fertigarzneimittel sind in den meisten europäischen Ländern nicht mehr im Markt. In der Humanmedizin kann Stanozolol angezeigt sein in der Langzeitbehandlung bzw. Prophylaxe des erblichen Quincke-Ödems (hereditäres Angioödem). Hier sind ebenfalls keine Fertigarzneimittel verfügbar.
Die anabole Eigenschaft macht Stanozolol auch als Dopingmittel verwendbar. Bekannt wurde es bei den Olympischen Spielen 1988, als der Leichtathlet Ben Johnson der Einnahme von Stanozolol überführt wurde. Stanozolol wirkt trotz seiner Verwandtschaft mit Dihydrotestosteron nur schwach androgen und mittelmäßig anabol. Stanozolol kann im menschlichen Körper nicht zu Östrogen konvertieren. Ein Stanozolol-Derivat ist Furazabol.
Im Bodybuilding wird Stanozolol vor Wettkämpfen und in der Diätphase verwendet, da es auch in Negativkalorienphasen den Aufbau magerer Muskelmasse ermöglicht. Der Kraftzuwachs ist im Vergleich zu anderen Steroiden moderat, dafür aber stetig.

## Nebenwirkungen
Stanozolol beeinflusst die Blutfettwerte negativ wie kein anderes Steroid. Laut einer Studie des Arzneimittelherstellers Zambon S.A. (Spanien/Barcelona), der das Stanozolol enthaltende Medikament Winstrol vertreibt, kann bereits die Gabe von 50 mg alle 48 Stunden den Wert für das High Density Lipoprotein (HDL) um bis zu 99 % verschlechtern. Ein tiefer HDL-Wert stellt ein erhöhtes Risiko für Herz-Kreislauf-Erkrankungen bis hin zum Herzinfarkt dar, da sich Blutfette in den Arterien ablagern und sie verstopfen können. Das Risiko ist zusätzlich erhöht bei der kombinierten Einnahme von Stanozol mit Trenbolon oder Boldenon.
Stanozolol trägt am C17 in alpha-Stellung eine Methylgruppe und ist dadurch wie auch andere  C17-alkylierte Steroide leberschädlich, insbesondere bei oraler Verabreichung (Tabletten). Stanozolol trocknet bei regelmäßiger Einnahme die Gelenke aus, was zu Schmerzen und Langzeitschäden führen kann.

## Rechtslage
In Deutschland steht der Besitz von nicht-geringen Mengen Stanozolol (ab 150 mg gemäß der Dopingmittel-Mengen-Verordnung mit Stand Juni 2016) zu Dopingzwecken laut Anti-Doping-Gesetz unter Strafe.

## Handelsnamen
- Winstrol (Spanien)
- Winstrol Depot (Vereinigtes Königreich)